# Esterpole
Esterpole – wieś w Polsce położona w województwie wielkopolskim, w powiecie śremskim, w gminie Brodnica.
W latach 1975–1998 miejscowość administracyjnie należała do województwa poznańskiego.
Wieś położona przy drodze powiatowej nr 4061 z Żabna do Ludwikowa. Nazwa wsi Esterpole pochodzi od imienia żony Józefa Wybickiego Estery. Wcześniejsza nazwa wsi brzmiała Przylepskie Oręby.